# Lourens Muller
Stefanus Lourens Muller (né le 27 septembre 1917 à Beaufort West et mort le 30 avril 2005 à Somerset West en Afrique du Sud) est un avocat et un homme politique sud-africain, membre du parti national. 

## Carrière
Député de Ceres (1961-1979), vice-ministre de la justice (1966), de la police (1966-1968), des finances (1966-1968), des affaires économiques (1966-1968), il est ministre de l'intérieur (1968-1970), de la police (1968-1974), des affaires économiques (1970-1974) et des transports (1974-1979) dans les gouvernements de John Vorster et de Pieter Botha.

## Biographie
Né à Beaufort West en 1917, Lorens Muller travaille dans les chemins de fer avant de suivre des études de droit et de devenir avocat à Robertson.
Membre du parlement pour la circonscription de Ceres, il occupe plusieurs fonctions ministérielles dans les gouvernements de John Vorster dont il est proche. 
Congédié par Pieter Botha, il met fin à son adhésion au parti national en 1980 et adhère deux ans plus tard au parti conservateur fondé par Andries Treurnicht. 
Retiré de la vie politique active en 1980, il participe à la fondation en 1982 et au financement du parti conservateur d'Afrique du Sud.
Lourens Muller est mort le 30 avril 2005 à la clinique de Somerset West à l'âge de 87 ans. Il est enterré à Robertson (Cap-Occidental).

## Vie privée
Lourens Muller est le mari en premières noces de la soprano sud-africaine Hanlie van Niekerk (1927-2005). 